# Aithaloderma clavatisporum
Aithaloderma clavatisporum är en svampart som beskrevs av Syd. & P. Syd. 1913. Aithaloderma clavatisporum ingår i släktet Aithaloderma och familjen Capnodiaceae.   Inga underarter finns listade i Catalogue of Life.